# Droga krajowa B481 (Niemcy)
Droga krajowa 481 (niem. Bundesstraße 481) – niemiecka droga krajowa przebiegająca na osi północ- południe i jest połączeniem drogi B65 i autostrady A30 w Rheine z autostradą A1 koło Greven w Nadrenii Północnej-Westfalii.
Droga, jest oznakowana jako B481 od początku lat 60. XX w.